# Río Negro (Argentina)
|  | No s'ha de confondre amb Província de Río Negro. |

El Río Negro (riu negre, en català), és el riu més important de la província argentina de Río Negro.
Comença a partir del lloc on s'ajunten el riu Limay i el Neuquén, a la frontera amb la província del Neuquén, i baixa en direcció sud-est fins a l'oceà Atlàntic, uns 30 km riu avall de Viedma, la capital de la província.
El riu permet que la província del Neuquén produeixi el 65% de les pomes i peres de l'Argentina. També se'n fa un aprofitament hidroelèctric gràcies a petites centrals hidràuliques al llarg del curs.
El riu va fer de frontera natural entre els colonitzadors d'origen europeu i els aborígens durant l'època de la "Conquesta del Desert", a finals del segle xix.

## Valls

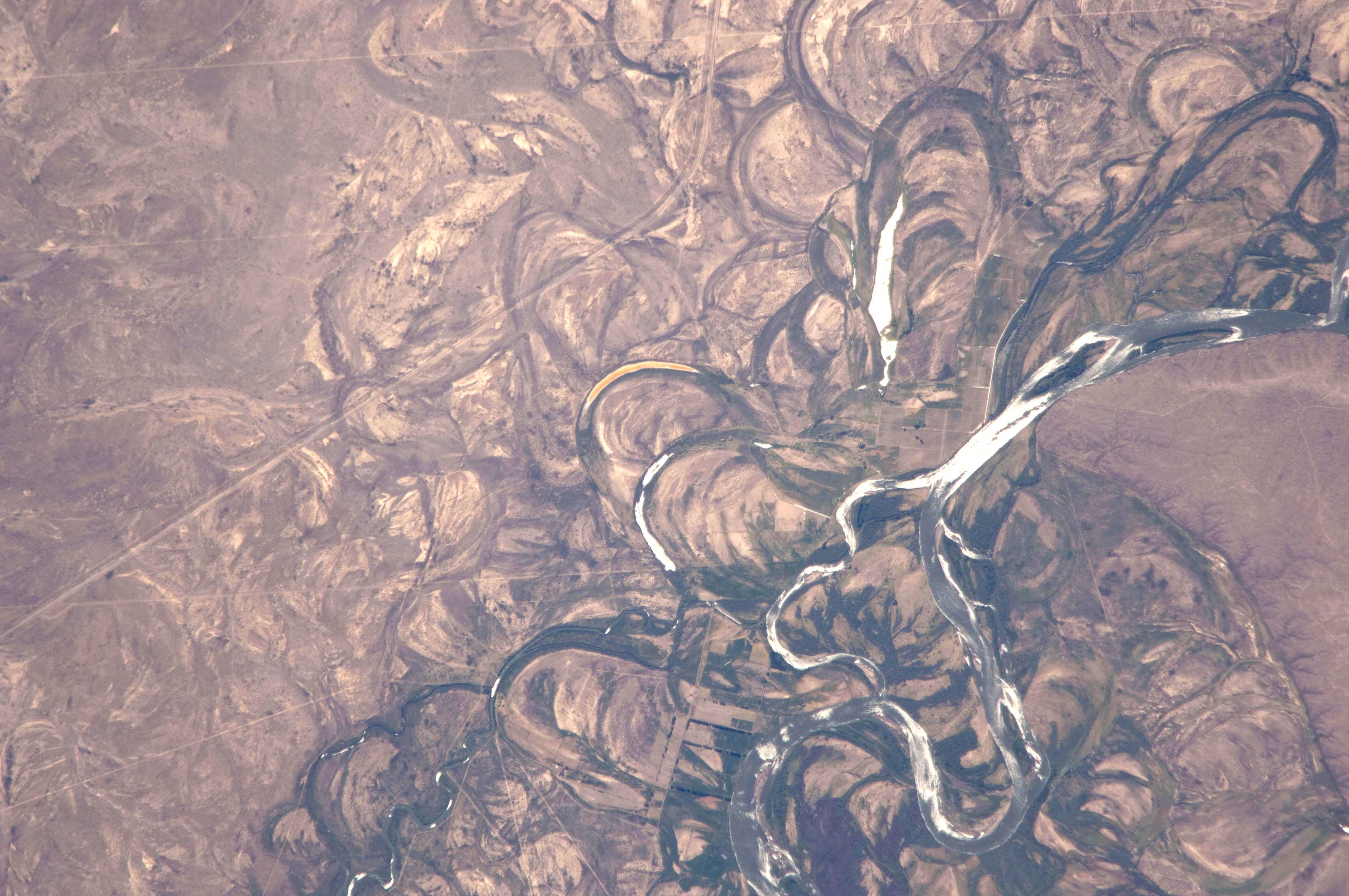
Fotografia on es veuen clarament restes de meandres, i basses de meandres abandonats a la gran plana d'inundació del riu Negro a prop de Colonia Josefa. Foto de 2010 des de la ISS

El riu es pot dividir en tres parts: l'Alto Valle (vall alta) a prop del principi del riu, el Valle Medio (vall mitjana) a prop de Choele Choel, i el Valle Inferior (vall inferior) cap al final.
El riu travessa les planes estepàries de la província per un bosc d'uns 3 km d'amplada a l'Alto Valle, que es converteix en uns 20 km cap al Valle Inferior.

### Alto Valle
Les ciutats principals d'Alto Valle són: General Roca, Cipolletti, Villa Regina, i d'altres. Juntament amb San Carlos de Bariloche, formen la part més pròspera de la província. La majoria de les plantacions de poma i pera són aquí, però també n'hi ha al Valle Medio.

### Valle Medio
A part del conreu de la poma i de la pera, s'hi fa molt tomàquet, tant que es considera Lamarque la Capital nacional del tomàquet. Fora de la vall, en terres més àrides, hi ha explotacions ramaderes.

### Valle Inferior
Encara que no es fa servir tant el terme com els dos anteriors, Valle Inferior fa referència a Viedma i totes les ciutats de la costa de la província. També s'hi conrea fruita, però no és l'activitat principal. S'hi fan cebes i alguns cereals. També alfals i blat de moro, tant per al consum humà com per al bestiar, ja que la ramaderia és l'activitat principal.

## Nom
Malgrat el nom, el color real és més verdós que no pas negre. De fet, és la traducció literal del nom mapuche original de Curú Leuvú. També se'l coneixia com a Río de los Sauces ("riu dels desmais") per l'abundància de desmais al seu curs inferior.

## Regata
La Regata del Río Negro, s'organitza en aquest riu, i és la carrera de kayaks més llarga del món, amb 653 km. La competició es divideix en 6 etapes i dura 8 dies (se'n descansen dos). Hi ha diferents categories segons el nombre de tripulants i l'edat, i també una d'oberta no competitiva.